# Стерегущее
Стерегу́щее  (до 1948 года Ве́рхний Бака́л; укр. Стерегуще, крымскотат. Yuqarı Baqqal, Юкъары Бакъал) — село в Раздольненском районе Крыма, входит в состав Славновского сельского поселения (согласно административно-территориальному делению Украины — Славновского сельского совета Автономной Республики Крым)

## Население
| 2001 | 2014 |
| ---- | ---- |
| 223  | ↘144 |

Всеукраинская перепись 2001 года показала следующее распределение по носителям языка
| Язык             | Процент |
| ---------------- | ------- |
| русский          | 77.13   |
| украинский       | 14.35   |
| крымскотатарский | 8.07    |

### Динамика численности
- 1900 год — 18 чел.[10]
- 1926 год — 81 чел.[11]
- 1939 год — 101 чел.[12]
- 1989 год — 208 чел.[12]

| - 2001 год — 223 чел. - 2009 год — 201 чел. - 2014 год — 144 чел. |

## Современное состояние
На 2016 год в Стерегущем числится 5 улиц; на 2009 год, по данным сельсовета, село занимало площадь 37,2 гектара, на которой в 99 дворах проживал 201 человек. В селе действуют фельдшерско-акушерский пункт, православный храм иконы Божией Матери «Призри на смирение» Стерегущее связано автобусным сообщением с райцентром и соседними населёнными пунктами.

## География
Стерегущее — село на северо-западе района, в степном Крыму, на берегу Бакальской бухты Каркинитского залива Чёрного моря, высота центра села над уровнем моря — 7 м, северо-восточней Бакальского озера. Западнее расположена Бакальская коса и одноименный региональный ландшафтный парк, созданный в 1999 году. Ближайшие населённые пункты — Аврора в 1 км на восток и Славное в 2,5 км на юг. Расстояние до райцентра около 25 километров (по шоссе), ближайшая железнодорожная станция — Красноперекопск (на линии Джанкой — Армянск) — примерно 66 километров. Транспортное сообщение осуществляется по региональной автодороге 35К-012 Черноморское — Воинка (по украинской классификации — Т-0107).

## История
Впервые в доступных источниках поселение встречается в «…Памятной книжке Таврической губернии на 1900 год», согласно которой на хуторе Бакал, входившем в Бакальское сельское общество Агайской волости Евпаторийского уезда, числилось 18 жителей в 3 дворах. Судя по доступным сведениям, селение было основано при сборной пристани для вывоза зерна на баржах в Евпаторию. По Статистическому справочнику Таврической губернии. Ч.II-я. Статистический очерк, выпуск пятый Евпаторийский уезд, 1915 год, на хуторе Бакал Агайской волости Евпаторийского уезда числилось 1 двор с русским населением в количестве 5 человек приписных жителей и 1 — «посторонний», в котором располагался отряд пограничной старажи.
После установления в Крыму Советской власти, по постановлению Крымревкома от 8 января 1921 года № 206 «Об изменении административных границ» была упразднена волостная система и в составе Евпаторийского уезда был образован Бакальский район, в который включили село, а в 1922 году уезды получили название округов. 11 октября 1923 года, согласно постановлению ВЦИК, в административное деление Крымской АССР были внесены изменения, в результате которых округа были отменены, Бакальский район упразднён и село вошло в состав Евпаторийского района. Согласно Списку населённых пунктов Крымской АССР по Всесоюзной переписи 17 декабря 1926 года, в пристани Бакал, в составе упразднённого к 1940 году Киргиз-Казацкого сельсовета Евпаторийского района, числилось 22 двора, из них 4 крестьянских, население составляло 81 человек, из них 27 русских, 26 белорусов, 18 украинцев, 3 татарина, 2 еврея, 5 записаны в графе «прочие». Постановлением ВЦИК РСФСР от 30 октября 1930 года был создан Фрайдорфский еврейский национальный район (переименованный указом Президиума Верховного Совета РСФСР № 621/6 от 14 декабря 1944 года в Новосёловский) (по другим данным 15 сентября 1931 года) и село включили в его состав, а после создания в 1935 году Ак-Шеихского района (переименованного в 1944 году в Раздольненский) включили в состав нового. По данным всесоюзной переписи населения 1939 года в селе проживал 101 человек.
В годы Великой Отечественной войны, в октябре 1941 года, в ходе обороны Крыма в окрестностях села в бою погибли два советских пограничника. Местные жители похоронили останки павших на месте боя. В феврале-марте 1944 года в селе фашистами были замучены два партизана-подпольщика. Их останки как и умершего от ра в мае 1944 года солдата-пограничника И. К. Голощакова, были захоронены рядом с могилой пограничников. В 1969 году останки погибших были перезахоронены в братскую могилу, на которой установили памятник работы скульптора Николая Ильича Смуругова, посвященный одновременно и односельчанам, погибшим на фронтах Великой Отечественной войны. Постановлением Совета министров Республики Крым № 627 от 20 декабря 2016 года памятник отнесён к категории объектов культурно-исторического наследия России регионального значения.
С 25 июня 1946 года Верхний Бакал в составе Крымской области РСФСР. Указом Президиума Верховного Совета РСФСР от 18 мая 1948 года, Верхний Бакал переименовали в посёлок Стерегущий, статус села был присвоен позже. 26 апреля 1954 года Крымская область была передана из состава РСФСР в состав УССР. Время включения в Славновский сельсовет пока не установлено: на 15 июня 1960 года село уже числилось в его составе. Указом Президиума Верховного Совета УССР «Об укрупнении сельских районов Крымской области», от 30 декабря 1962 года Раздольненский район был упразднён и село присоединили к Черноморскому. 1 января 1965 года, указом Президиума ВС УССР «О внесении изменений в административное районирование УССР — по Крымской области», вновь включили в состав Раздольненского. Распоряженим правительства в 1997 году село отнесено к курортам. По данным переписи 1989 года в селе проживало 208 человек. С 12 февраля 1991 года село в восстановленной Крымской АССР, 26 февраля 1992 года переименованной в Автономную Республику Крым. С 21 марта 2014 года, после всекрымского референдума — в составе России.
До 2019 года здесь проводился молодёжный форум «Таврида».